# Wahlkreis Aberdeenshire East
| Aberdeenshire East                       |
| ---------------------------------------- |
| Aberdeenshire East · North East Scotland |
| Gebildet                                 |
| 2011                                     |
| Abgeordneter                             |
| Gillian Martin (SNP)                     |
| Regionen                                 |
| Aberdeenshire                            |

Aberdeenshire East ist ein Wahlkreis für das Schottische Parlament. Er wurde 2011 als einer von zehn Wahlkreisen der Wahlregion North East Scotland eingeführt, die im Zuge der Revision der Wahlkreise im Jahre 2011 neu zugeschnitten und von neun auf zehn Wahlkreise erweitert wurde. Hierbei wurde der Wahlkreis Aberdeenshire East aus Gebieten der ehemaligen Wahlkreise Gordon und Banff and Buchan gebildet. Er umfasst nordöstliche Gebiete der Council Area Aberdeenshire mit den Städten Inverurie, Ellon und Turriff. Der Wahlkreis entsendet einen Abgeordneten.
Der Wahlkreis erstreckt sich über eine Fläche von 1395,5 km2. Im Jahre 2020 lebten 81.257 Personen innerhalb seiner Grenzen.

## Wahlergebnisse

### Parlamentswahl 2011
| Ergebnisse der Parlamentswahl 2011 | Ergebnisse der Parlamentswahl 2011 | Ergebnisse der Parlamentswahl 2011 | Ergebnisse der Parlamentswahl 2011 |
| Partei                             | Kandidat                           | Stimmen                            | %                                  |
| ---------------------------------- | ---------------------------------- | ---------------------------------- | ---------------------------------- |
| SNP                                | Alex Salmond                       | 19.533                             | 64,5                               |
| Liberal Democrats                  | Alison McInnes                     | 4238                               | 14,0                               |
| Conservative                       | Geordie Burnett Stuart             | 4211                               | 13,9                               |
| Labour                             | Peter Smyth                        | 2304                               | 7,6                                |
| Wahlbeteiligung: 30.286 (52,59 %)  |                                    |                                    |                                    |

### Parlamentswahl 2016
| Ergebnisse der Parlamentswahl 2016 | Ergebnisse der Parlamentswahl 2016 | Ergebnisse der Parlamentswahl 2016 | Ergebnisse der Parlamentswahl 2016 | Ergebnisse der Parlamentswahl 2016 |
| Partei                             | Kandidat                           | Stimmen                            | %                                  | ±                                  |
| ---------------------------------- | ---------------------------------- | ---------------------------------- | ---------------------------------- | ---------------------------------- |
| SNP                                | Gillian Martin                     | 15.912                             | 45,8                               | −18,7                              |
| Conservative                       | Colin Clark                        | 10.075                             | 29,0                               | +15,1                              |
| Liberal Democrats                  | Christine Jardine                  | 6.611                              | 19,0                               | +5,0                               |
| Labour                             | Sarah Flavell                      | 2.155                              | 6,2                                | −1,4                               |
| Wahlbeteiligung: 34.753 (55,3 %)   |                                    |                                    |                                    |                                    |

### Parlamentswahl 2021
| Ergebnisse der Parlamentswahl 2021 | Ergebnisse der Parlamentswahl 2021 | Ergebnisse der Parlamentswahl 2021 | Ergebnisse der Parlamentswahl 2021 | Ergebnisse der Parlamentswahl 2021 |
| Partei                             | Kandidat                           | Stimmen                            | %                                  | ±                                  |
| ---------------------------------- | ---------------------------------- | ---------------------------------- | ---------------------------------- | ---------------------------------- |
| SNP                                | Gillian Martin                     | 18.307                             | 44,6                               | −1,2                               |
| Conservative                       | Stewart Whyte                      | 16.418                             | 40,0                               | +11,0                              |
| Liberal Democrats                  | Conrad Wood                        | 3.396                              | 8,3                                | −10,7                              |
| Labour                             | Graeme Downie                      | 2.900                              | 7,1                                | +0,9                               |
| Wahlbeteiligung: 64 %              |                                    |                                    |                                    |                                    |